# Al-Jidżi
Al-Jidżi (arab. اليجي) – wieś w Syrii, w muhafazie muhafazie Aleppo. W 2004 roku liczyła 160 mieszkańców.